# Crónica fragmentaria
La Crónica fragmentaria o Crónica carolingia consiste en una refundición anovelada y anónima de la Estoria de España de Alfonso X el Sabio, que diferentes indicios permiten situar al final del reinado de Juan I de Castilla, hacia los años 1388-1390. 
En una época en que solamente se conocía un fragmento de la misma, el medievalista español Diego Catalán la nombró provisionalmente como Crónica fragmentaria. Posteriormente se descubrió un manuscrito que prácticamente la contenía entera, y entonces, a causa de las numerosas interpolaciones de material narrativo de origen carolingio que contiene, el mismo Diego Catalán la renombró Crónica carolingia. Se han conservado cuatro manuscritos con fragmentos cortos, y el otro con la versión completa.
Su rasgo principal es la sustitución del resumen del antiguo Cantar de Mainete recogido en la Estoria de España (inserto en el año 11° del reinado de Fruela I) por una nueva versión de las Enfances de Carlomagno, con motivo de lo cual se agregan asimismo leyendas sobre su linaje y menciones más o menos detalladas de otros relatos pertenecientes al Cycle du roi (Flores y Blancaflor, abuelos del héroe; Berta de los grandes pies, su madre, y mencionadas al final, la de Morante y Galiana (conectada con la de La reina Sevilla) y un breve resumen de la Chanson des Saisnes). Como ocupa más extensión que el Mainete, se ofrece en capítulos alternos ocupando los reinados de Alfonso I, Fruela I, Aurelio, Silo y Mauregato, en cuyo reinado concluye. 